# Hugo Fåhræus
Hugo Fåhræus, född den 22 juli 1827 i Göteborg, död den 20 mars 1887 i Stockholm, var en svensk jurist. Han var son till Olof Immanuel Fåhræus. 
Fåhræus blev 1846 student vid Uppsala universitet, där han avlade kameralexamen 1848 och examen till rättegångsverken 1850. Han blev auskultant i Svea hovrätt och samtidigt extra ordinarie kanslist i justitierevisionsexpeditionen sistnämnda år, vice häradshövding 1853, extra ordinarie notarie i nämnda hovrätt 1854, tillförordnad fiskal 1856, extra ordinarie fiskal samma år, ordinarie fiskal 1861, assessor 1863, konstituerad revisionssekreterare 1866, ordinarie revisionssekreterare 1868 och häradshövding i Södertörns domsaga 1880. Fåhræus var ledamot av Stockholms stads fattigvårdsnämnd 1868–1883. Han blev adelsman vid faderns död 1884. Fåhræus blev riddare av Nordstjärneorden 1871.